# Nieuwkoop
Pour l'embryologiste néerlandais, voir Peter Nieuwkoop.
Nieuwkoop est un village et une commune des Pays-Bas, en province de Hollande-Méridionale.

## Galerie

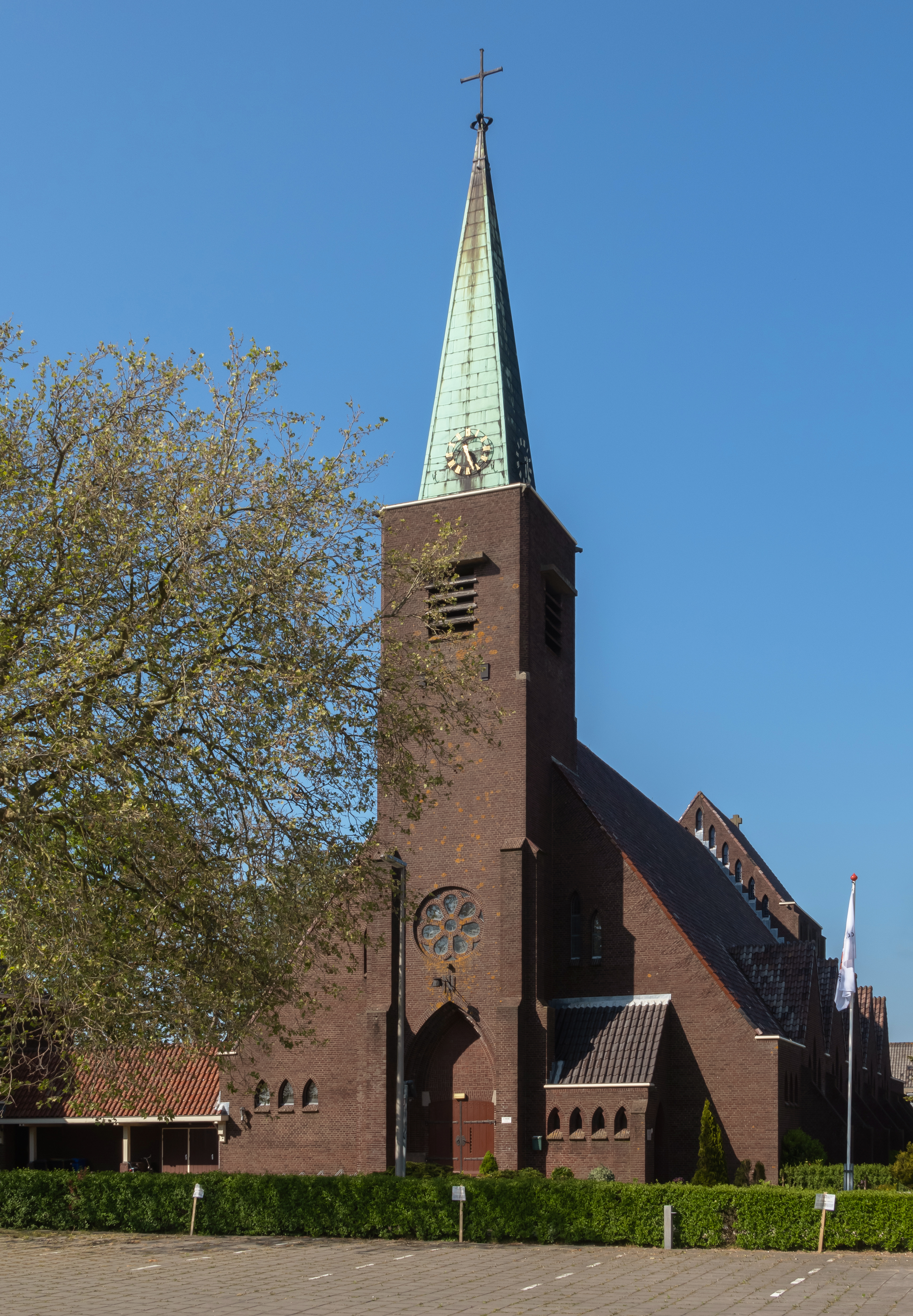
Nieuwkoop, l'église catholique
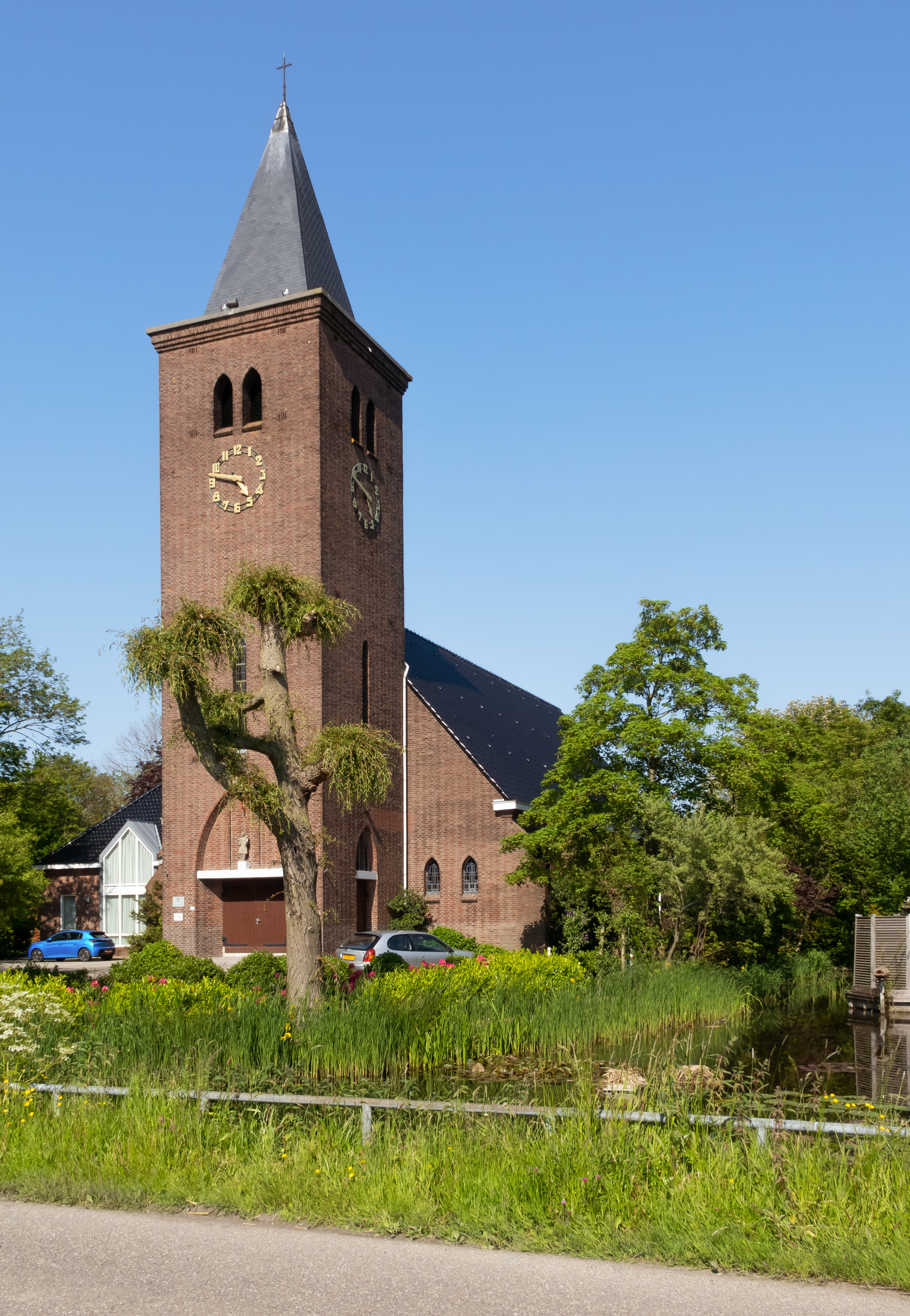
Noordeinde, l'église: Sint Johannes de Doperkerk
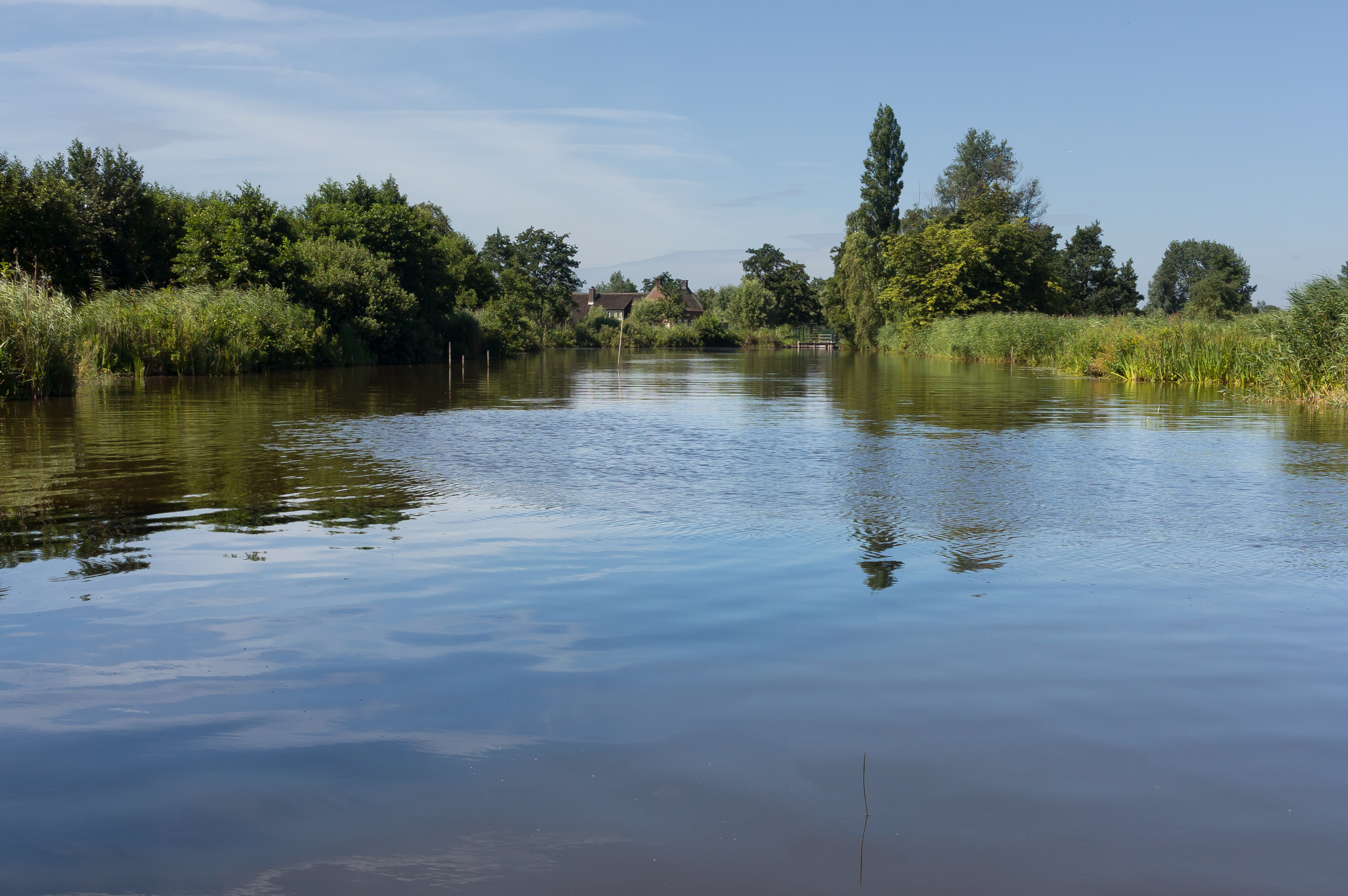
Woerdense Verlaat, la fleuve de Meije
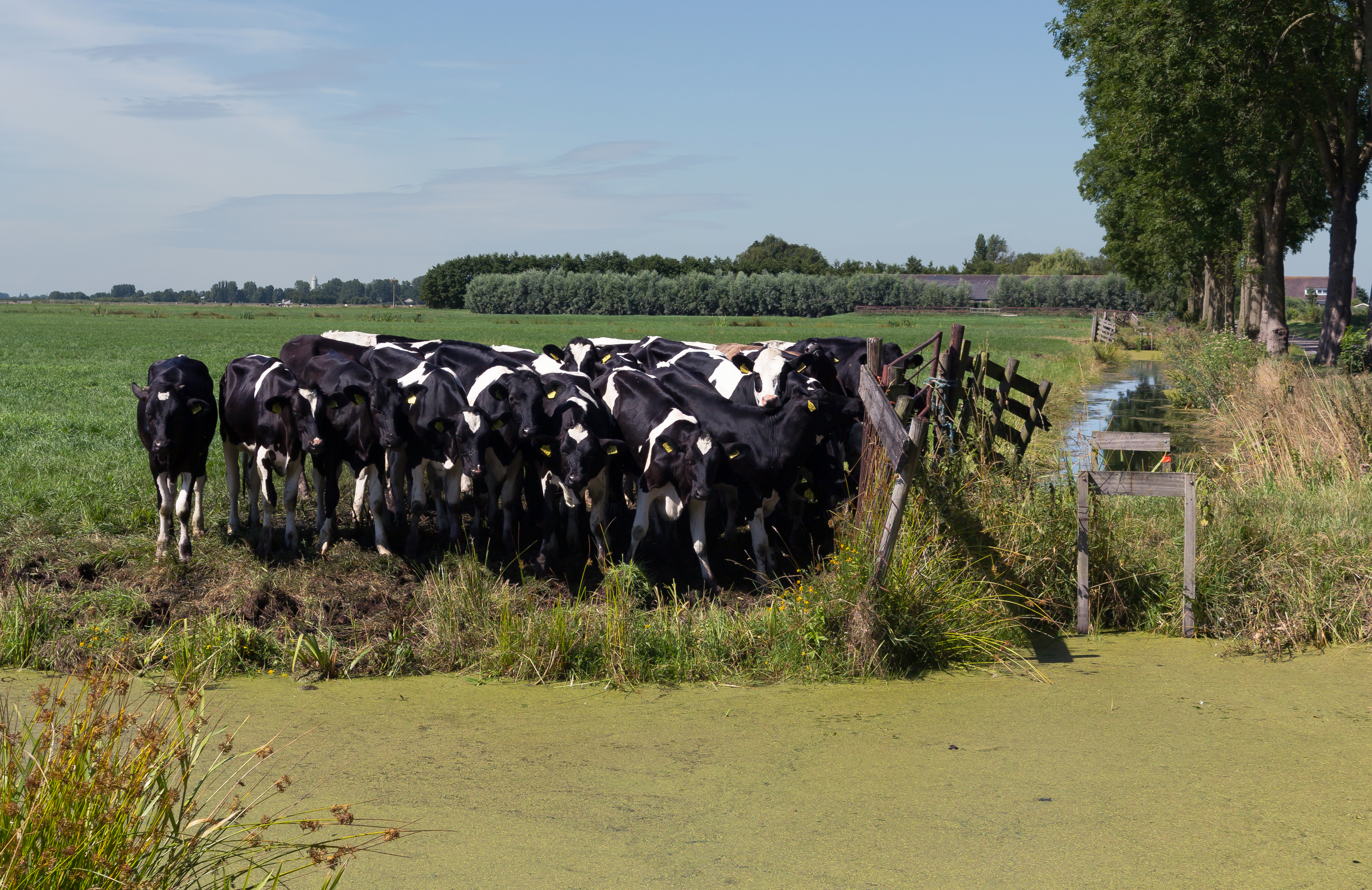
Woerdense Verlaat, les vaches dans le pâturage

## Personnalités
- Froukje Veenstra (connue sous le nom de Froukje ; 2001-), chanteuse néerlandaise, est née à Nieuwkoop.